# 洱源西湖
洱源西湖也称大理西湖，位于中国云南省大理州洱源县右所镇以西1公里处，地处洱源县东南部，大理苍山十九峰之一的云弄峰北麓，是一座高原平坝淡水湖，湖面海拔1968米，面积2.1平方公里，流域面积119平方公里，属澜沧江水系，地处洱海源头，湖水经南端流出注入洱海，洱海13%的地表水来自西湖。湖中有张家登、清水塘、东登、中登、南登和海塘等6个自然村及7座岛屿。湖水水质优良，栖息有紫水鸡等珍稀鸟类。风景秀丽，明代旅行家徐霞客称赞其“悠悠有江南风景，而外有四山环翠，觉西子湖又反出其下也”。现为国家AAA级景区，2009年12月23日，被国家林业局正式批准洱源西湖为国家湿地公园。214国道从湖东岸经过。